# Grégory Lamboley
Pour les articles homonymes, voir Lamboley.

a Compétitions nationales et continentales officielles uniquement.

b Matchs officiels uniquement.
Dernière mise à jour le 8 septembre 2018.
Grégory Lamboley, né le 12 janvier 1982 à Paris, est un joueur de rugby à XV français évoluant au poste de deuxième ligne, troisième ligne centre ou troisième ligne aile. Il a évolué  au Stade toulousain pendant 17 ans, et en équipe de France, avant de finir sa carrière au sein de l'effectif du Stade rochelais.
Il a été formé au Lycée Lakanal de Sceaux en sport études rugby et au Rugby club Massy Essonne pour ensuite rejoindre le Stade toulousain et parfaire son niveau afin, entre autres, de s'ouvrir les portes du XV de France.
Avec le Stade toulousain, il remporte une Coupe d'Europe en 2003 ainsi que trois fois le championnat de France en 2008, 2011 et 2012. Avec l'équipe de France, il remporte une fois le Tournoi des Six Nations en 2007.

## Carrière
Grégory Lamboley commence le rugby au Paris université club avant de rejoindre le centre de formation de Massy où il rencontre Romain Millo-Chluski. Grégory Lamboley rejoint le Stade toulousain en 2000. S'il n'intègre pas le groupe professionnel l'année du titre de champion de France 2001, il participe à la conquête d'une Coupe d'Europe.

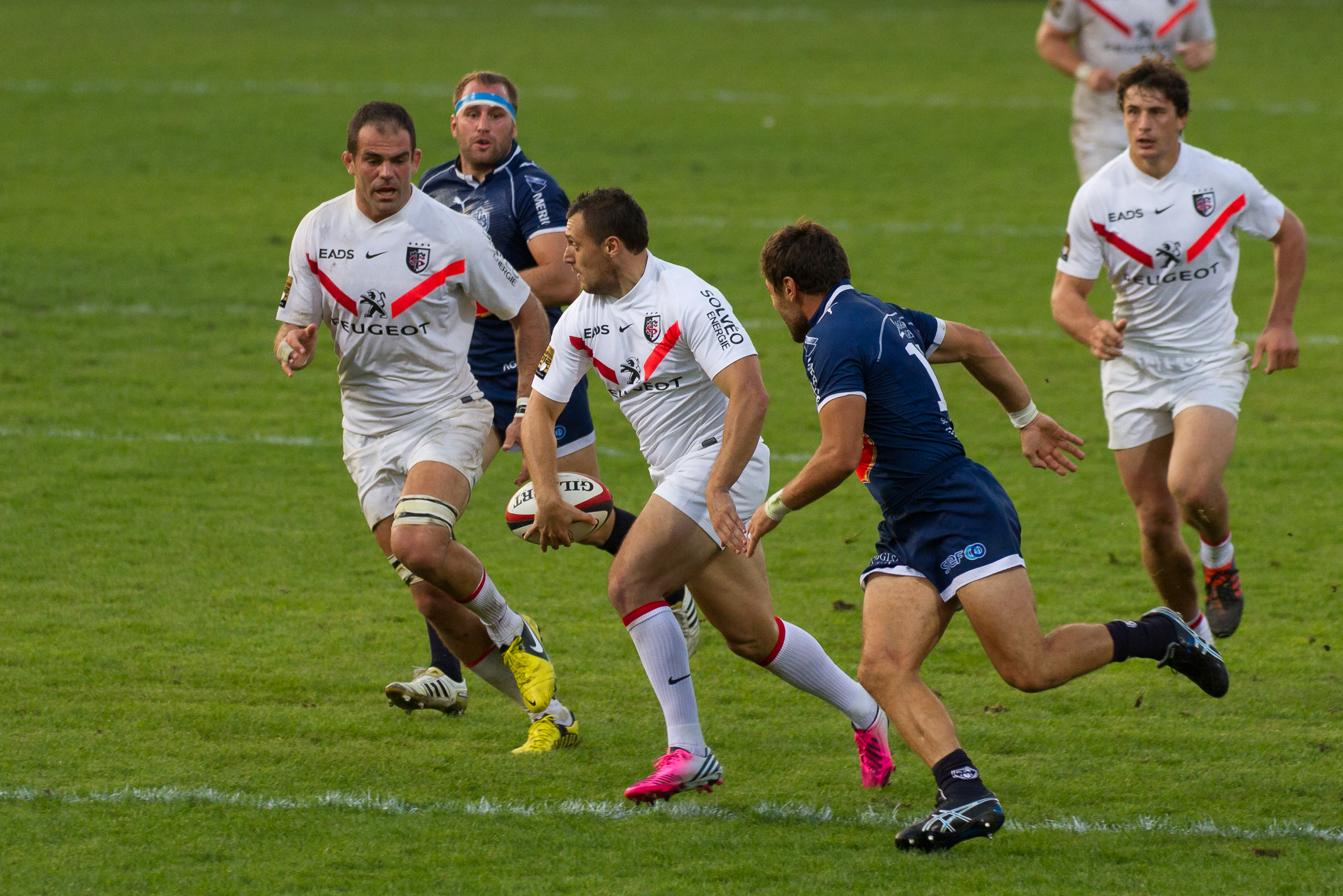
Grégory Lamboley, à gauche, avec le Stade toulousain en 2012.

Bobol (son surnom au sein du groupe) est un élément extrêmement précieux, grâce à ses qualités propres (c'est un joueur vif, adroit, très bon en touche et exceptionnellement endurant) mais aussi par sa polyvalence. En effet, il peut jouer troisième ligne aile, numéro 8 ou deuxième ligne.
Il débute en équipe de France le 5 février 2005 contre l'Écosse, dans le Tournoi des Six Nations, en remplaçant Jérôme Thion. Rentré en jeu, il contre un dégagement Ecossais permettant à Damien Traille de marquer l'essai de la victoire. Il revêt la particularité d'avoir joué tous les matchs internationaux de l'année 2005 (12 matchs). Il est, ensuite, écarté des Bleus.
En mars 2007, il est sélectionné avec les Barbarians français pour jouer un match contre l'Argentine à Biarritz. Les Baa-Baas s'inclinent 28 à 14. Quelques jours avant, il a fait son retour en équipe de France contre le Pays de Galles. Il n'est pas retenu pour la Coupe du Monde.
En mars 2009, il joue avec les Barbarians français contre le XV du président, sélection de joueurs étrangers évoluant en France, au Stade Ernest-Wallon à Toulouse. Les Baa-Baas s'inclinent 26 à 33.

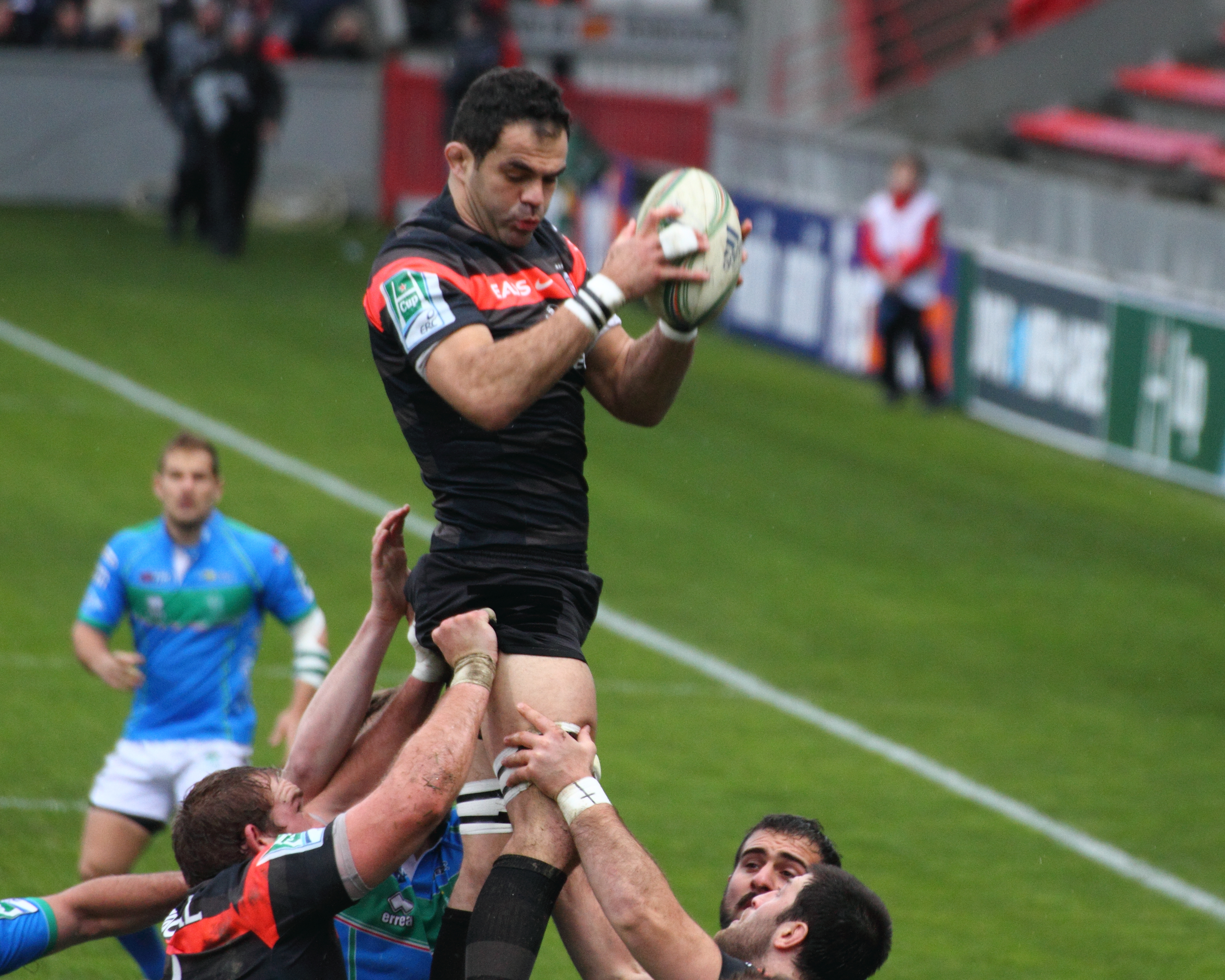
Grégory Lamboley soulevé en touche par ses coéquipiers toulousains.

En juin 2009, il participe à la tournée des Barbarians français en Argentine pour affronter le Rosario Invitación XV puis les Pumas,. Les Baa-Baas l'emportent 54 à 30 contre Rosario puis s'inclinent 32 à 18 contre l'Argentine à Buenos Aires.
Chaque saison, Grégory enchaîne les matchs : il est toujours l'un des joueurs les plus utilisés de l'effectif toulousain. S'il a été victime de la forte concurrence lors des phases finales, Grégory a toujours su répondre présent quand on a fait appel à lui.
De retour d'une rupture des ligaments croisés du genou lors de la saison 2014-2015, il a pris part à 19 rencontres toutes compétitions confondues, revenant progressivement à son meilleur niveau. Depuis l'arrivée de Ugo Mola à la tête du Stade toulousain en 2015, Grégory Lamboley semble prendre une place plus importante sur les feuilles de matchs notamment grâce à son expérience.
En décembre 2016, le Stade toulousain décide de ne pas le conserver dans son effectif la saison suivante. Le 31 janvier 2017, le Stade rochelais annonce qu'il rejoindra le club durant l'été. Il joue 18 matches avec le Stade rochelais avant de mettre un terme à sa carrière en 2018.
Son frère cadet Thomas est lui aussi rugbyman professionnel et international avec l'équipe de Hong Kong.
Lors des élections régionales de 2021 en Occitanie, il est candidat sur la liste de Vincent Terrail-Novès, fils de son ancien entraîneur Guy Novès, soutenue par La République en marche. Il est en trente-septième position sur la liste de la section de Haute-Garonne. La liste réunit moins de 10 % des voix au premier tour et n'est pas qualifiée pour le second tour.

## Statistiques
- Grégory Lamboley compte 14 sélections en équipe de France de 2005 à 2010, pour un essai marqué[15].
- Sélections par année : 12 en 2005, 1 en 2007, 1 en 2010
- Équipe de France A : 2 sélections en 2006 (Irlande A, Italie A)
- Équipe de France -21 ans :
  - 2003 : participation au championnat du monde en Angleterre (en tant que capitaine)
  - 2002 : participation au championnat du monde en Afrique du Sud
- Équipe de France -19 ans : vice-champion du monde 1999 au Chili face à la Nouvelle-Zélande

### Tournoi des Six Nations
| Édition          | Rang | Résultats France | Résultats Lamboley | Matchs Lamboley |
| Six Nations 2005 | 2    | 4 v, 0 n, 1 d    | 4 v, 0 n, 1 d      | 5/5             |
| Six Nations 2007 | 1    | 4 v, 0 n, 1 d    | 1 v, 0 n, 0 d      | 1/5             |

Légende : v = victoire ; n = match nul ; d = défaite ; la ligne est en gras quand il y a Grand Chelem.

## Palmarès
- Stade toulousain

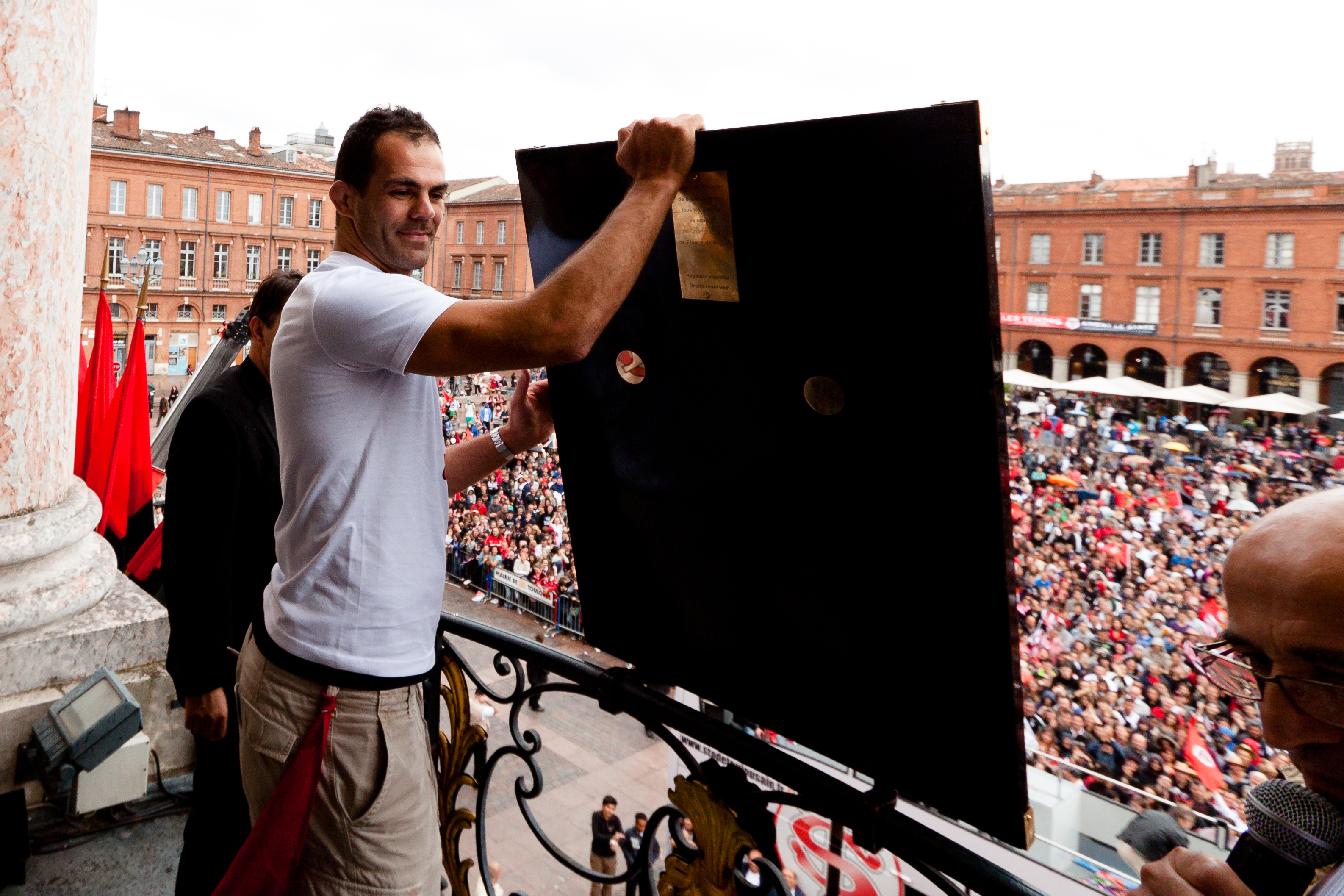
Grégory Lamboley, en 2012, avec le Bouclier de Brennus place du Capitole de Toulouse.

  - Vainqueur de la Coupe Frantz-Reichel en 2002
  - Vainqueur du Championnat de France espoirs en 2003
  - Vainqueur de la Coupe d'Europe en 2003
  - Finaliste du Championnat de France en 2003 et 2006
  - Vainqueur du Championnat de France en 2008, 2011 et 2012